# Hemiphyllodactylus minimus
Hemiphyllodactylus minimus — вид ящірок з родини геконових (Gekkonidae). Відкритий у 2020 році.

## Поширення
Ендемік Індії. Відомий лише у типовому місцезнаходженні — священний гай храму Джадесвар Шива в окрузі Ганджам штату Одіша на сході країни.